# 絕命終結站4
《絕命終結站4》（英語：The Final Destination）是一部2009年上映的超自然恐怖電影，為2006年上映的《絕命終結站3》之續集，並是絕命終結站系列的第四部作品。電影再度由第二部導演大衛·R·埃利斯執導，劇本同樣由第二部編劇艾瑞克·布雷斯編寫。本集以高清畫面進行拍攝，并且製作成3D版本放映，是系列中首部3D版本的電影。
這部電影和上一部同樣為獨立電影，和前幾作都沒有關聯。這一部票房為全系列最高，總共獲得1.86億美元之優異票房成績，但仍然獲得多數差評。這部電影作為新線影業準備跟華納兄弟合併前最後發行的電影，相隔兩年後推出續集《絕命終結站5》，於2011年8月12日全美上映。

## 劇情
大學生尼克·奧班農陪伴女友蘿莉·米莉根以及兩名同校生亨特·溫諾斯基與珍妮特·卡寧漢，來到麥金利賽車場觀看驚險刺激的賽事，但尼克在觀賽過程中突然在“幻象”中預知到比賽會發生嚴重車禍，造成這座年久失修的觀眾席坍塌，殺死他在內的多數觀眾。從幻覺回到現實並為之恐慌的尼克，強烈要求蘿莉、亨特和珍妮特跟他出去，坐在他前後的幾名觀眾也受到尼克牽連而離開會場；當中包括汽車修理工安迪·庫澤和其女友娜蒂亞·蒙羅伊、拖車司機卡特·丹尼爾斯、主婦薩曼莎·蓮恩與她的家人、以及賽車場保安喬治·蘭特。眾人剛離開會場不久，賽車場便如出一轍般的發生車禍與災難，卡特因為妻子被困在裡面而執意要回去，與喬治發生一起阻攔衝突。其中一輛賽車的車輪從會場空中飛出來，在眾人面前砸碎娜蒂亞的身體。
災難結束幾天後，尼克等所有倖存者回到賽車場門口紀念死難者，只有尼克不知自己為何會提前預知到災難。同一晚，喪妻的卡特遷怒於阻攔他回去會場的喬治，潛伏在他家門口準備縱火實施報復，但突然發生的一系列“連鎖反應”，導致卡特被自己的拖車鐵鏈勾住往前拖，最後在車子漏油起火之下慘遭炸死。隔天，薩曼莎來到美容院做完美容正要走出去時，被街對面的一台除草機所彈飛的石頭打穿眼睛而亡。連續兩名倖存者的離奇死亡讓尼克深信他們同樣因躲避過死亡厄運、如今被死神糾纏；儘管說法不被亨特和珍妮特採信。有過兩次死亡預警的尼克發現死亡順序和他在賽車場所預知的景象相同，與蘿莉回到死氣沉沉的賽車場調查，他們巧遇值班的喬治並說服他相信這一切，通過監控錄像得知修理工安迪將會是下一個後，他們便爭分奪秒去拯救他以打斷死神安排。
尼克三人靠安迪留在賽車場的工作外套找到他，安迪即使說他會小心為上，但他工作的修車廠中發生的一系列連鎖反應，導致他被漏氣的氣罐撞至鐵絲網圍欄上，胸腔當場被切成四塊狀慘死。尼克隨後預知到跟水有關的預警，跑去警告正在泳池悠閒自在的亨特遠離水。但亨特因為幸運硬幣被高爾夫球打到而掉進池中，縱使他下潛至池中去撿，卻不知道泳池排水道被自己隨手一丟的水槍打開，因此剛潛到池底就被排水道吸住無法掙脫，最後因壓力增大而吸出胃腸致死。同一時間，珍妮特於自動洗車庫中遭遇機件失靈，困在車裡險些被溺死，但蘿莉及時趕到將她救出。而喬治因多年前醉酒駕駛導致妻兒喪命的內疚感，一天下來試圖自殺卻沒成功，蘿莉和尼克及時趕到他家制止他，並認為他們成功拯救珍妮特便已經打斷死神的安排。三人認為他們徹底躲過厄運後，便一起舉杯慶祝勝利。
四天後，蘿莉和珍妮特外出看電影時，尼克從新聞中得知原先在賽車場中坐在他前方的一名牛仔強納森·格羅夫斯，在災難中受傷倖存而送醫靜養。尼克想起強納森曾經出現在預知中，意識到他們弄錯順序後，便和喬治來到醫院救他。但他們最終去遲一步，強納森剛好被病房上方灌滿水的浴缸掉下來砸死。無功而返的尼根剛走出醫院不久，目睹身邊的喬治被一輛失控的救護車撞死，警覺到下一個將是蘿莉和珍妮特後，便立刻衝到她們所在的購物中心電影院試圖將她們帶離。然而珍妮特執意要留下，而電影院後方的工地剛好因火災而發生爆炸，延伸至電影院後殺死珍妮特等大部分的觀影顧客。尼克雖然救走蘿莉，但她很快也掉入失控且塌方的電動扶梯的機件齒輪中慢慢碾碎。尼克霎那間返回現實，發現剛剛發生的一切都只是預警，他當時身處於喬治被救護車撞死後不久。
尼克認為他還有機會救下蘿莉和珍妮特，便搶先來到電影院後方的工地試圖阻止爆炸發生，他即使在手臂不巧被射釘槍釘在牆上的情況下，依然靠啟動自動灑水系統滅火而拯救所有人。兩星期後，尼克三人回歸正常生活，再度聚在他們常去的咖啡館「死於咖啡因」中，尼克前往過程中曾經奉勸過附近的建築平台要小心為上，但工人並沒有重視他的警告。三人聚在一起歡快交談時，尼克突然從身邊發現一系列似曾相識的景象，並注意到桌子上事先刻下的「牠要來了！」之字眼、如今變成「牠在這裡！」，由此得出最後的“結論”：先前一連串的災難其實都是為了讓他們三人同時出現在這個地點一網打盡。話音剛落，外面的建築平台坍塌導致一輛卡車撞入咖啡店，使他們三人集體一命嗚呼。

## 演員
| 演員                             | 角色                            | 備註 |
| 鮑比·坎波 Bobby Campo            | 尼克·奧班農 Nick O'Bannon       | 大學生，和三位好友趁假期時間來到賽車場觀看賽事，但無意之間成為“預知者”而避免一部分人的死亡，但同樣造成死神來糾纏他們。 |
| 仙朵·范桑頓 Shantel VanSanten    | 蘿莉·米莉根 Lori Milligan       | 大學生，尼克的女友，相信尼克的預知說法，也和他一起抗爭死亡。                                                           |
| 尼克·贊諾 Nick Zano              | 亨特·溫諾斯基 Hunt Wynorski     | 大學生，尼克的最好朋友，為人雖然講義氣，但比較浪蕩、玩世不恭。                                                         |
| 海莉·韋伯 Haley Webb             | 珍妮特·卡寧漢 Janet Cunningham  | 大學生，蘿莉的最好朋友，跟尼克和亨特打成一片，去賽車場前曾提出要看電影。                                               |
| 米凱帝·威廉森 Mykelti Williamson | 喬治·蘭特 George Lanter         | 賽車場保安，多年前酒駕害死妻女而留下陰影，這次協助尼克抗爭死神。                                                       |
| 克麗絲塔·艾倫 Krista Allen       | 薩曼莎·蓮恩 Samantha Lane       | 一位育有兩個孩子的母親，賽車場的倖存者之一，一家人因尼克干涉而全部倖存。                                               |
| 安德魯·費斯拉 Andrew Fiscella    | 安迪·庫澤 Andy Kewzer           | 汽車修理工，賽車場的倖存者之一，但在賽車場災難裏失去女友娜蒂亞。                                                       |
| 賈斯汀·韋伯恩 Justin Welborn     | 卡特·丹尼爾斯 Carter Daniels    | 拖車司機，種族歧視者，賽車場的倖存者之一，但因失去妻子而遷怒於喬治。                                                   |
| 史黛芬妮·奧諾雷 Stephanie Honoré | 娜蒂亞·蒙羅伊 Nadia Monroy      | 安迪的女友，跑出賽車場不久就被輪胎打碎身體，死狀和預兆裡的一模一樣。                                                   |
| 蘿拉·格蕾絲 Lara Grice           | 辛蒂亞·丹尼爾斯 Cynthia Daniels | 卡特的妻子，災難發生時未能逃出賽車場而身亡。                                                                           |
| 傑克森·沃克 Jackson Walker       | 強納森·格羅夫斯 Jonathan Groves | 一位在賽車場觀賽的牛仔，本作為犧牲者之一，卻因重傷昏迷而一直沒被發現。                                                 |

## 結局
本次《絕命終結站4》和其他續集有另外一個不同之處便是本次一共有三個結局。除了公映版中尼克三人集體死於咖啡店裡的結局以外，DVD版還附加另外兩個未採用的結局。首先第一結局是尼克並沒有預測到購物中心的爆炸預示，於喬治死後試圖在爆炸的購物中心救出蘿莉和珍妮特，當她們兩人均喪生後，尼克也一同遭遇蘿莉的被捲入電動扶梯齒輪的死亡命運。這段黑暗結局雖然沒有啟用，但還是在電影裡作為尼克的預知展現出來，得以讓他有機會制止爆炸發生。
而第二結局則跟電影不同，除了尼克的爆炸預知跟電影相同以外，他首先跑到購物中心跟蘿莉告別，來到工地發現警報無效後，為了拯救女友而從窗台縱身跳下，摔死在警車上發出警報。尼克的犧牲導致爆炸被避免，正當蘿莉和珍妮特感激尼克拯救她們兩人，徐徐走出大堂時，卻雙雙被上方因鐵鏈斷裂而掉下的排風機砸死。而這段結尾中蘿莉的斷手最後飛出來「豎中指」的橋段，向惡搞《絕命終結站》系列的《驚聲尖笑4》當中的隱藏結局致敬。

## 製作
電影製作開始於3月初在紐奧良進行拍攝作業，且在5月底殺青。電影中主要的賽車場景在位于亚拉巴马州莫比爾城内的莫比爾國際賽車場（Mobile International Speedway）取景。電影監製克瑞格·派瑞（Craig Perry）聲稱拍攝所用高品質的3D技術，和詹姆斯·卡麥隆的3D太空冒險新片《阿凡达》是使用相同的技術。
死神來了系列電影中的專屬配樂大師雪莉·沃克將不再為新一集製作原聲帶，她於2006年11月30日因腦疾逝世，享年61歲。

## 票房
台灣方面，最終全台票房為新台幣1.21億元。

## 评价
由於片中人物死法過於悽慘與逼真，在台湾差點遭到新聞局電影處下令修剪，最後在電影學者專家和社會人士複審投票中，獲得免除修剪的命令并以限制級的分級上映。

## 外部連結
- 互联网电影数据库（IMDb）上《死神來了4》的资料（英文）
- AllMovie上《絕命終結站4》的资料（英文）
- Box Office Mojo上《絕命終結站4》的資料（英文）
- 爛番茄上《絕命終結站4》的資料（英文）
- Metacritic上《絕命終結站4》的資料（英文）